# Bellator 37
 Bellator XXXVII  foi um evento de MMA organizado pelo Bellator Fighting Championships, ocorrido em 19 de março de 2011 no Lucky Star Casino, em Concho, Oklahoma. O evento contou com lutas do Torneio de Penas da Quarta Temporada. O evento foi transmitido na MTV2. O evento acumulou 173,000 telespectadores na MTV2.